# Kanton Thouars
Thouars is een kanton van het Franse departement Deux-Sèvres. Het kanton maakt deel uit van het arrondissement Bressuire. Het werd opgericht bij decreet van 18 februari 2014 met uitwerking op 22 maart 2015 met Thouars als hoofdplaats.

## Gemeenten
Het kanton omvatte 8 gemeenten bij zijn oprichting.
Op 1 januari 2019 werden de gemeenten Mauzé-Thouarsais, Missé et Sainte-Radegonde toegevoegd aan de gemeente Thouars die daardoor het statuut van commune nouvelle kreeg.
Sindsdien omvat het kanton volgende 5 gemeenten:
- Louzy
- Saint-Jacques-de-Thouars
- Saint-Jean-de-Thouars
- Sainte-Verge
- Thouars